# Lacistemataceae
Lacistemataceae (cách viết khác Lacistemaceae) là một họ thực vật hạt kín, chứa 2 chi với khoảng 14-16 loài. Các chi tương ứng có danh pháp là Lacistema Sw. (~ 11 loài) và Lozania Mutis ex Caldas (~ 5 loài).
Trong phiên bản năm 1981 của hệ thống Cronquist nó thuộc về bộ Violales, nhưng trong các phiên bản của hệ thống APG nó được xếp trong bộ Malpighiales.

## Tên gọi
Trong ngôn ngữ của người Shuar ở Đông Ecuador người ta gọi chúng là waits numi với ý nghĩa là waits = không biết, numi = cây gỗ hay cây bụi.

## Hình thái
Họ này chứa các loài cây bụi hay cây gỗ nhỏ thường xanh, tích lũy nhôm, cao tới 20 m. Lá mọc so le, chủ yếu có hình elíp. Hoa mọc đơn lẻ hay thành cụm hoa đuôi sóc, mọc ra ở nách lá. Các hoa lưỡng tính, nhỏ (khoảng 1 mm); có lá bắc. Bầu nhụy thượng. Nhị hoa: 1. Quả là quả nang, nứt chứa 1 hạt.

## Phân bố
Các loài này sinh sống trong khu vực miền núi, trong các khu rừng khô và ẩm, cũng như tại các khu rừng đồng bằng đất ẩm ở Tây Ấn và từ México kéo dài về phía nam, qua Trung Mỹ tới Nam Mỹ, nhưng không có ở Chile và khu vực ôn đới thuộc Argentina.

## Phát sinh chủng loài
Lacistemataceae không tụ hợp lại với phần còn lại gồm Salicaceae và Kiggelariaceae (Achariaceae) , mặc dù chúng có lẽ nằm trong khu vực này . Davis và ctv. (2005) đặt họ này như là nhóm chị em với Salicaceae s.l. (61% độ tự trợ, 100% xác suất hậu nghiệm), giống như kết quả của Korotkova và ctv. (2009, độ dao xếp (jackknife: sử dụng các tập con của bộ dữ liệu sẵn có) hơi cao hơn); và như được dự kiến, chúng thiếu các răng kiểu liễu.